# 长穗虫实
长穗虫实（学名：Corispermum elongatum）是苋科虫实属的植物。分布在远东地区以及中国大陆的宁夏、黑龙江、辽宁、吉林等地，生长于海拔500米的地区，多生于海滨沙地、固定沙丘及沙丘边缘，目前尚未由人工引种栽培。

## 异名
- Corispermum elongatum Bunge ex Maxim. var. stellatopilosum Wang-Wei et Fuh